# Minas Novas
Minas Novas – miasto i gmina w Brazylii, w stanie Minas Gerais. Znajduje się w mikroregionie Capelinha. W 2010 roku liczba ludności wynosiła 30 808 mieszkańców, a gmina zajmowała powierzchnię 1 810,772 km².

## Historia
Minas Novas stało się gminą w 1730 roku. W okresie kolonialnym był ważnym ośrodkiem dla poszukiwaczy diamentów. Nazwa gminy pochodzi właśnie od kopalni diamentów. Istnieje silny wpływ kultury afrykańskiej na tradycyjny ubiór i tańce mieszkańców Minas Novas, ponieważ w przeszłości było to miejsce gdzie mieszkali niewolnicy, a później byli niewolnicy.

## Gospodarka
Gospodarka opiera się na hodowli bydła, usługach, a także na rolnictwie. Głównie uprawia się kawę, ryż, fasolę, trzcinę cukrową i kukurydzę. W przeszłości były też plantacje eukaliptusa, które służyły do produkcji węgla drzewnego. W 2005 roku było 3 367 producentów rolnych, ale tylko 19 ciągników. W tym samym czasie w całej gminie mieściło się zaledwie 10 publicznych ośrodków zdrowia, z których jeden miał możliwość przeprowadzania kompletnego leczenia. Znajdował się też jeden szpital z 69 łóżkami. Potrzeby edukacyjne spełniało 68 szkół podstawowych, 5 gimnazjów i 10 przedszkoli. W 2006 roku zarejestrowanych było 867 samochodów, co daje współczynnik 35 mieszkańców na jeden samochód. Większą popularnością cieszyły się motocykle, których było 1290. W 2007 roku w Minas Novas znajdował się jeden bank.

## Sport
W mieście ma siedzibę klub piłkarski Juventus Minasnovense.